# Ignacy Chrystowski
Ignacy Władysław Chrystowski herbu Topór (ur. 21 marca 1883 w Tłokini, zm. 22 września 1938 w Poznaniu) – polski ziemianin, polityk i działacz społeczny, poseł na Sejm III kadencji w II RP z ramienia Stronnictwa Narodowego.

## Życiorys

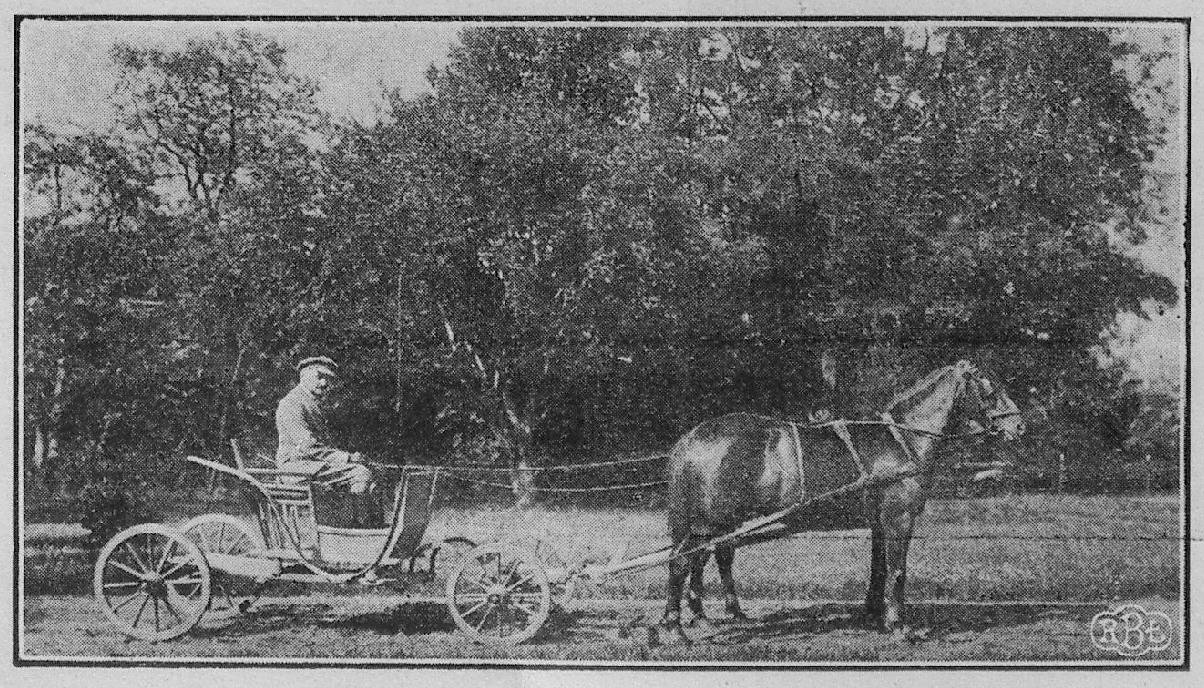
Ignacy Chrystowski w zaprzęgu służącym do objazdu pól.

Ukończył gimnazjum w Kaliszu i studia na Wydziale Rolniczym Uniwersytetu Jagiellońskiego w Krakowie.
Jako uczeń gimnazjum zakładał w Kaliszu kółka samokształceniowe wśród młodzieży, a na wsiach powiatu kaliskiego biblioteczki, domy ludowe i spółdzielnie. Był właścicielem majątku i pałacu w Tłokini, gdzie prowadził praktyki rolnicze dla osób przyjeżdżających z całego kraju. Prezesował kaliskiemu oddziałowi Związku Ziemian, a także był członkiem Towarzystwa Rolniczego Kaliskiego. W czasie pierwszej wojny światowej był członkiem zarządu Rady Opiekuńczej na powiat kaliski.
W 1921 został członkiem zarządu powiatowego Związku Ludowo-Narodowego. Był założycielem Towarzystwa Budowy i Eksploatacji Gmachów w Kaliszu i prezesem Związku Wojaków i Powstańców w Kaliszu. Po zamachu majowym, w 1926 został oboźnym powiatu kaliskiego Obozu Wielkiej Polski. W 1928 był zastępcą senatora z listy nr 4 w okręgu wyborczym nr 16 (Kalisz). W 1930 uzyskał mandat posła na Sejm w tym samym okręgu wyborczym. W Sejmie należał do Klubu Narodowego. W latach 30. wspierał finansowo pismo „Myśl Narodowa”. Był prezesem Drukarni Ziemi Kaliskiej. Pełnił funkcję prezesa Zarządu Okręgowego i od 1936 członka Komitetu Głównego Stronnictwa Narodowego. Był także prezesem okręgowej Akcji Katolickiej oraz członkiem zarządu Polskiej Macierzy Szkolnej w powiecie kaliskim. Pełnił funkcję członka rady gminnej w Opatówku, a w 1933 bezskutecznie kandydował do rady miasta Kalisza.
Zmarł po ciężkiej operacji wieczorem 22 września 1938 w Szpitalu Przemienienia Pańskiego w Poznaniu. Został pochowany na cmentarzu miejskim w Kaliszu.

## Rodzina
Był synem Jana Władysława, ziemianina, i Anieli Zuzanny ze Ścibor-Bogusławskich. W 1911 ożenił się z Zofią Matyldą Chrzanowską. Małżeństwo było bezdzietne. Braćmi jego pradziadka byli Bonawentura i Wincenty Niemojowscy. Jego przodkiem był wojewoda poznański Florian Łubieński.